# GZR
GZR es una banda de heavy metal y metal industrial liderada por el bajista de Black Sabbath, Geezer Butler. La banda ha sido nombrada de diferente forma en tres ocasiones. En 1995, la banda se nombró g//z/r. En 1997, simplemente como geezer, y en 2005 tomó el nombre definitivo GZR. La mayoría de fanáticos se refieren a la banda con el nombre de Geezer. Pedro Howse, guitarrista de la agrupación, es el sobrino de Geezer. El sonido de la banda es más potente y pesado que el de Black Sabbath, acercándose al metal industrial. El baterista Deen Castronovo (Ozzy Osbourne, Journey) hizo parte de la agrupación de 1995 a 1997, al igual que el cantante Burton C. Bell (Fear Factory).

## Discografía
- 1995: Plastic Planet
- 1997: Black Science
- 2005: Ohmwork

## Miembros

### Actuales
- Geezer Butler - bajo (1995-presente)
- Pedro Howse - guitarra (1995-presente)
- Clark Brown - voz (1997–presente)
- Chad Smith - batería (2005–presente)

### Miembros originales
- Deen Castronovo - batería (1995–1997)
- Burton C. Bell - voz (1995) ("Plastic Planet")
- Mario Frasca - voz (1996)
- Lisa Rieffel - voz (2005)